# Goniothalamus chartaceus
Goniothalamus chartaceus är en kirimojaväxtart som beskrevs av Hui Lin Li. Goniothalamus chartaceus ingår i släktet Goniothalamus och familjen kirimojaväxter. Inga underarter finns listade i Catalogue of Life.